# Халед Хосейни
Халед Хосейни (на английски: Khaled Hosseini; на персийски: خالد حسینی) е американско-афганистански писател (романист) и лекар от таджикско-пущунски произход.
Дебютната му книга, Ловецът на хвърчила, излиза през 2003 г. и се превръща в международен бестселър, постигайки над 10 милиона копия, издаден в над 48 страни. Вторият му роман, Хиляда сияйни слънца, е издаден през май 2007 г. През 2008 книгата става бестселър в Обединеното кралство с над 700 хиляди продадени екземпляра. Издадена е в над 40 страни.

## Биография
Роден е на 4 март 1965 година в Кабул, Афганистан. Той е най-голямото от 5 деца в семейството – има 3 братя и сестра.
Родителите му са от Херат. Баща му е дипломат във външното министерство, а майка му е учителка по фарси в девическа гимназия. Семейството живее в богатия квартал Уазир Акбар Хан в образована, космополитна среда, където жените живеят и работят с равни на мъжете права. През 1970 г., след изпращане на баща му на работа в посолството на Афганистан, семейството му се мести в Техеран, Иран. През 1973 г. семейството се завръща в Кабул, където се ражда по-малък брат. През 1976 г. баща му получава ново назначение и семейството се премества в Париж, Франция.
След кървавия преврат през април 1978 г., когато Народнодемократичната партия на Афганистан (НДПА) идва на власт с подкрепа на СССР и военна намеса на Съветската армия в края на 1979 – началото на 1980 г., родителите му решават да не се връщат в страната си и искат политическо убежище от САЩ. Преместват се в Сан Хосе, Калифорния, където се установяват през 1980 г.
Хосейни завършва гимназия в Сан Хосе през 1984 г. и се записва в Университета в Санта Клара, където завършва биология с бакалавърска степен през 1988 г. Следващата година се записва в медицинското училище на Калифорнийския университет в Сан Диего. Там става медициски доктор през 1993 г. Завършва специализация по вътрешни болести в медицинския център „Седарс-Синай“, Лос Анджелис през 1996 г. Практикува медицина като лекар интернист от 1996 до 2004 г.
Халед Хосейни става посланик на добра воля на Върховния комисариат на ООН за бежанците. Работи за обезпечаване на бедстващите в Афганистан с хуманитарни помощи чрез Фондация „Халед Хосейни“. Идеята на Хосейни за фондацията е вдъхновена след пътуването му чрез Върховния комисариат на ООН за бежанците до Афганистан през 2007 г.
Живее в Северна Калифорния с жена си Роя и децата им Харис и Фарах.

## Влияние
Още като дете Хосейни изчита голяма част от иранската поезия, както и преводи на романи от ранга на Алиса в страната на чудесата през Двадесет хиляди левги под водата до криминалната поредица на Мики Спилейн за детектива Майк Хамър.
Спомените му от мирните времена в Афганистан – имам много скъпи и любими спомени от детството ми в Афганистан – както и личният му опит с афганистанските хазари са показателни и довеждат до написването на първия му роман, Ловецът на хвърчила. Един хазар на име Хосейн Хан работи за семейството му при престоя им в Иран. Когато Халед е в трети клас, той научава Хан да чете и да пише. Въпреки че взаимоотношенията му с Хосейн Хан биват по-скоро мимолетни и формални, Халед си спомня за тази връзка с носталгия и вдъхновен от това я изобразява в отношенията между Хасан и Амир в Ловецът на хвърчила. Част от действието в романа е взета от личния живот и преживявания на автора.
След посещението си в Афганистан и чутите истории авторът е повлиян и написва втория си роман Хиляда сияйни слънца.